# Ферфилд (Пенсилванија)
Ферфилд (енгл. Fairfield) град је у америчкој савезној држави Пенсилванија.

## Демографија
По попису из 2010. године број становника је 507, што је 21 (4,3%) становника више него 2000. године.
| Група             | 2000.       | 2010.       |
| Белци             | 477 (98,1%) | 479 (94,5%) |
| Афроамериканци    | 0 (0,0%)    | 12 (2,4%)   |
| Азијати           | 3 (0,6%)    | 1 (0,2%)    |
| Хиспаноамериканци | 3 (0,6%)    | 12 (2,4%)   |
| Укупно            | 486         | 507         |